# Perizoma albomedia
Perizoma albomedia là một loài bướm đêm trong họ Geometridae.